# Enneagmus
Enneagmus is een geslacht van vliesvleugeligen uit de familie Trichogrammatidae. De wetenschappelijke naam van dit geslacht is voor het eerst geldig gepubliceerd in 1975 door Yoshimoto.

## Soorten
Het geslacht Enneagmus is monotypisch en omvat slechts de volgende soort:
- Enneagmus pristinus Yoshimoto, 1975